# Cinema Imperial
El Cinema Imperial és un cinema del municipi de Sabadell (Vallès Occidental). L'edifici actual data del 2003 i la façana reprodueix la del cinema que hi havia hagut allà mateix, un edifici modernista que datava del 1911 i que fou enderrocat el 2000. La façana antiga està inclosa en l'Inventari del Patrimoni Arquitectònic de Catalunya.

## L'edifici modernista
L'Imperial és un dels primers cinemes construïts com a tal a Catalunya, si no és el primer. Es va construir el 1911 amb el nom de Gran Saló Imperial. Es tractava d'un edifici modernista i l'arquitecte que el va projectar era Jeroni Martorell. Hi cabien unes 2.000 persones.
L'edifici inicial estava format primerament per planta baixa i pis. Presentava una estructura en diferents cossos. Al cos principal, de concepció inspirada en el tipus basilical, s'hi havia afegit un cos que exercia de façana principal. Aquest darrer presentava una distribució simètrica seguint els perfils marcats per l'edifici principal de forma basilical, amb una organització ornamental molt senzilla. A la zona central hi havia un pis amb coberta de dues vessants que estava adossada, per la part posterior, al cos principal de l'edifici. Sota aquest se situaven tres grans portes que servien d'accés al cinema. En l'acabament de la façana s'utilitzen merlets de forma esglaonada.

## L'edifici del 2003
El 1992, el Pla Especial de Protecció del Patrimoni que elaborava l'Ajuntament suprimia del catàleg l’Imperial, al·legant el mal estat de l'edifici i que la baixa qualitat dels materials de construcció feien molt difícil de rehabilitar-lo. L’alternativa plantejada consistia a enderrocar l’històric cinema –que en aquell moment ja era el més antic de l'Estat– i a construir en el seu lloc un bloc de pisos i una plaça dura. Aleshores, va sorgir una oposició ciutadana, liderada per Tomàs Pladevall, amb la Societat Cinematogràfica Saló Imperial 1911 –constituïda en aquell moment–, que va engegar la campanya "L’Imperial s'ho val".
Després de fer fallida comercial, el Cinema Imperial va estar tancat al públic durant molts anys i finalment va ser enderrocat l'any 2000 amb l'objectiu de construir-hi una zona lúdica i comercial. El gener de 1999 es publicà el Pla Especial de l'Àrea de Remodelació del Pla General Municipal d'Ordenació de Sabadell, proposant l'exclusió del Cinema Imperial del Pla Especial de Protecció del Patrimoni Arquitectònic de Sabadell com a element protegit per tal de poder enderrocar-lo i construir-ne una rèplica uns metres més enrere.
Un estudi realitzat tres anys abans va determinar que no era rendible fer una inversió per consolidar l'edifici. Al Pla Especial de Protecció del Patrimoni de 2008 es va incloure la rèplica de l'antiga façana del Cinema Imperial.